# Wild Horse Mesa (1932)
Wild Horse Mesa is een Amerikaanse western uit 1932 onder regie van Henry Hathaway. Destijds werd de film in Nederland uitgebracht onder de titel Blanco de Ontembare.

## Verhaal
De vogelvrij verklaarde Rand tracht paarden te stelen uit een indianenreservaat. Hij wil de dieren opsluiten in een kraal, die met prikkeldraad is afgezet. Chane Weymer blaast de afzetting op en laat Rand weten dat hij van de paarden van de indianen met rust moet laten. Bij zijn tweede poging om de paarden te stelen, schakelt hij Ma Melberne in.

## Rolverdeling
| Acteur           | Personage          |
| ---------------- | ------------------ |
| Randolph Scott   | Chane Weymer       |
| Sally Blane      | Sandy Melberne     |
| Fred Kohler      | Rand               |
| Lucille La Verne | Ma Melberne        |
| Charley Grapewin | Sam Bass           |
| James Bush       | Bent Weymer        |
| Jim Thorpe       | Indianenopperhoofd |
| George Hayes     | Slack              |
| Buddy Roosevelt  | Horn               |
| E.H. Calvert     | Sheriff            |